# Route transsulawesienne
La route transsulawesienne, en indonésien Jalan Raya Lintas Sulawesi, est une route qui reliera Manado, capitale de la province de Sulawesi du Nord, à Makassar, capitale de la province de Sulawesi du Sud dans l'île de Célèbes.